# Monte Érix

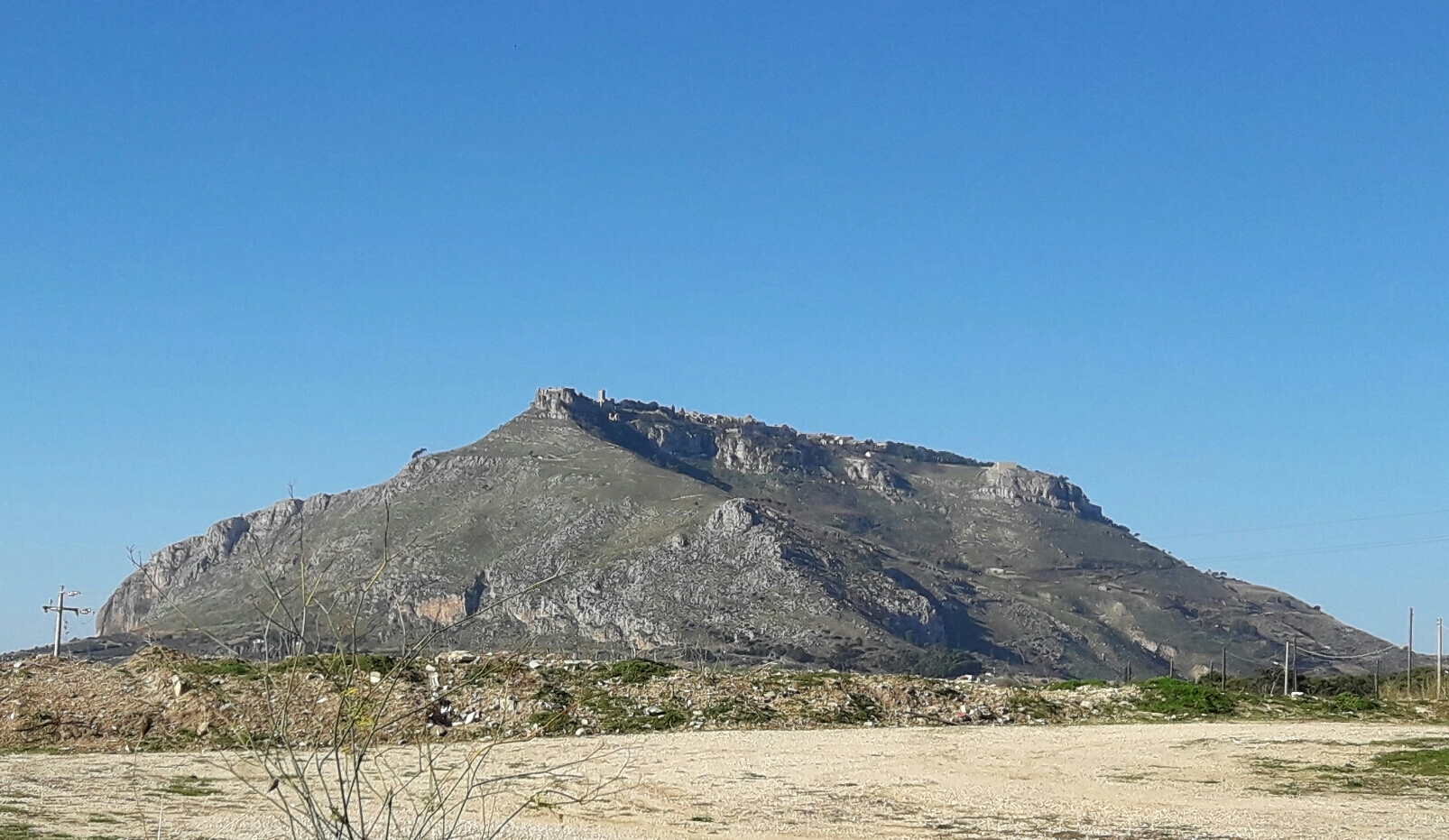

O monte Érix (em grego Ἔρυξ) é uma montanha e também uma antiga cidade na região ocidental da Sicília, situada a 10 quilômetros de Drepana (atual Trapani), e a 3 km da costa. No lugar original da cidade hoje está a moderna Érice.
A montanha, agora nomeada de monte San Giuliano, é um pico totalmente isolado, erguendo-se sobre um vale ondulado que lhe confere aparência de ter altura mais considerável do que a real, de modo que foi considerado em toda a Antiguidade como em tempos modernos a maior elevação da ilha, ao lado do Etna, embora sua altura seja de 665,68 m.
Em razão dessa proeminência, encontra-se referido em autores clássicos como Virgílio e outros poetas latinos como uma montanha de primeira grandeza, e associado aos montes Atos, Etna e outros.

## Templo de Vênus Ericina
Em seu cume havia um célebre templo dedicado a Vênus/Afrodite fundado, segundo a lenda corrente, por Eneias, de onde derivou o sobrenome Ericina da deusa Vênus, pelo qual é frequentemente mencionada na literatura latina.